# Xanthocercis madagascariensis
Espèce
Classification phylogénétique
Synonymes
- Cadia anomala Vatke
- Pseudocadia anomala (Vatke) Harms

Statut de conservation UICN

LC : Préoccupation mineure
Xanthocercis madagascariensis est une espèce de plantes à fleurs de la famille des Fabaceae. C'est un arbre trouvé en Afrique.

## Habitat
Cette espèce est présente principalement dans le nord de Madagascar. Elle pousse  également en Afrique de l'ouest. Comme les autres espèces de Fabaceae, cette espèce entretient une relation symbiotique avec certaines bactéries du sol ; ces bactéries forment des nodules sur les racines et fixent l'azote atmosphérique. Une partie de cet azote est utilisée par la plante en croissance, mais une partie peut également être utilisée par d'autres plantes poussant à proximité.
Xanthocercis madagascariensis se développe dans les forêts de feuillus à feuilles caduques et sempervirentes, souvent près de la côte mais aussi jusqu'à 400 mètres d'altitude. On le trouve sur les sols sableux, mais aussi sur les affleurements calcaires et les sols basaltiques.

## Description
Xanthocercis madagascariensis est un arbre à feuilles caduques ; il peut atteindre 30 mètres de haut. Son fût est droit et cylindrique, il peut être exempt de branches jusqu'à 10 mètres et jusqu'à 80 cm de diamètre. Le fruit est une gousse ellipsoïde en forme de drupe de 25 à 50 mm de long, parfois jusqu'à 90 mm et jusqu'à 25 mm de long ; il contient 1 à 3 graines, avec de légères constrictions entre chaque graine. Les graines sont enfermées dans une pulpe fibreuse comestible. On le multiplie en utilisant ces graines.

## Utilisation
Le bois est très apprécié, car il est récolté dans la nature pour un usage local et pour l'exportation. Son bois de cœur est brun beige à brun, souvent avec des taches plus claires et des stries sombres ; il est nettement démarqué de la bande d'aubier plus pâle de 6 à 8 cm de large. Le grain est souvent ondulé, la texture fine et homogène. Le bois est très lourd, dur, durable et résistant aux champignons, termites et térébrants marins. Les taux de retrait lors du séchage sont élevés. Le bois est parfois utilisé comme substitut du bois de Lignum Vitae (Guaiacum officinale) pour les meubles de luxe, les menuiseries extérieures et intérieures, les revêtements de sol de luxe et dans la construction de bateaux. Il est également utilisé pour la sculpture sur bois et pour fabriquer des blocs de boucher, des poulies et des manches décoratifs de luxe pour brosses et instruments. Le bois convient aux étais de mine, aux carrosseries de véhicules, aux instruments de musique, aux jouets et articles de fantaisie, au tournage, aux égouttoirs et à la fabrication de modèles. Il est populaire pour les poteaux durables en contact avec le sol.
Le bois est également utilisé comme bois de chauffage et pour fabriquer du charbon de bois.